# Coxicerberus adriaticus
Coxicerberus adriaticus is een pissebed uit de familie Microcerberidae. De wetenschappelijke naam van de soort is voor het eerst geldig gepubliceerd in 1955 door Karaman.